# كاسا-1000
مشروع الطاقة في آسيا الوسطى وجنوب آسيا المعروف بالاختصار كاسا-1000 (بالإنجليزية: CASA-1000) هو مشروع بقيمة 1.16 مليار دولار قيد الإنشاء حاليًا والذي سيسمح بتصدير فائض الطاقة الكهرومائية من قيرغيزستان وطاجيكستان إلى أفغانستان وأخيراً إلى باكستان. تم وضع حجر الأساس للمشروع في مايو 2016 من قبل قادة الدول الأربع. من المتوقع أن يكتمل المشروع بأكمله في عام 2023.

## تفاصيل المشروع
سيسمح المشروع بتصدير 1.300 ميغاواط من الكهرباء خلال أشهر الصيف عندما تشهد كل من طاجيكستان وقيرغيزستان فائضًا في توليد الكهرباء من السدود الكهرومائية.
سيتم أيضًا تضمين محطات تحويل التيار المباشر عالي الجهد كجزء من المشروع، بالإضافة إلى خط نقل التيار المتردد بطول 477 كيلومترًا و500 كيلوفولت بين داتكا قرغيزستان وخوجند طاجيكستان. سيتم إنشاء محطة تحويل تيار متردد / تيار مستمر بقدرة 1.300 ميجاوات في مدينة سانغتودا طاجيكستان، بالإضافة إلى محطة تحويل بقدرة 300 ميجاوات في كابول أفغانستان. سيتم إنشاء خط إتش في دي سي بطول 750 كم بين سانغتودا ومدينة بيشاور في باكستان عبر ممر سالانج وكابول. في بيشاور سيتم بناء محطة تحويل 1.300 ميغاواط وربطها بشبكة الكهرباء الباكستانية.
تم تصميم خطوط النقل لنقل 1300 ميغاواط من الكهرباء، مع تخصيص 300 ميغاواط من الكهرباء لباكستان و1000 ميغاواط من الكهرباء.
تم تدشين المشروع في فبراير 2020 في حفل حضره الرئيس الأفغاني أشرف غني والسفير الباكستاني في أفغانستان آنذاك زاهد نصر الله خان. اعتبارًا من مارس 2021 تم الانتهاء من حوالي 30٪ من المشروع الذي يغطي أفغانستان.